# Otoakustische Emissionen
Otoakustische Emissionen (kurz: OAE, von griech. ous, Genitiv otos = Ohr) sind aktive, akustische Aussendungen des Innenohrs, die retrograd, d. h. entgegen der Richtung bei der Schallwahrnehmung, über den Weg Gehörknöchelchen und Trommelfell in den Gehörgang gelangen und dort mit Hilfe von hochempfindlichen Messmikrofonen aufgenommen werden können. Sie sind bei ca. 97 % der Menschen nachweisbar, treten bei allen Landwirbeltieren und sogar in den Hörorganen von Insekten auf.

## Geschichte der Entdeckung
In den 1940er Jahren postulierte der spätere Nobelpreisträger Georg von Békésy seine Wanderwellentheorie, die jedoch einige Aspekte der cochleären Verarbeitungskonzepte nicht erklären konnte (u. a. weil er mit „toten“ Cochleae experimentierte). Der Physiker Thomas Gold vermutete einen aktiven Rückkopplungsmechanismus und wandte sich an Békésy mit der Bitte, seine Experimente auch an lebenden Innenohren zu wiederholen. Dieser verfolgte jedoch einen anderen Ansatz und Gold wandte sich von der Innenohrforschung ab, da ihm mit den seinerzeit möglichen Messmethoden seine postulierten Energieabstrahlungen in den Gehörgang nicht nachweisbar waren. Erst 30 Jahre später, im Juli 1978, gelang es dem britischen Physiker David Thomas Kemp (* 24. Februar 1945) vom Royal National Throat, Nose and Ear Hospital in London, Golds Hypothese nachzuweisen, indem er evozierte OAE messen konnte.

## Entstehung der OAE
Die OAE werden im Innenohr von den Stereozilien der äußeren Haarzellen erzeugt, die neben ihrer Funktion als Mechanorezeptoren auch die Funktion von Motoren (Motilität) haben. Diese Motorfunktion der Haarbündel dient der mechanischen Verstärkung der registrierten Schallsignale und damit der Verbesserung der Frequenz-Abstimmung und Frequenzauflösung des Hörorgans. Bei Säugern gibt es zusätzlich eine zweite Motorfunktion durch Längenveränderung der Zellkörper der äußeren Haarzellen, synchron mit den akustischen Frequenzen (Cochleärer Verstärker). Die Motoraktivität der Haarzellen erzeugt zusätzliche akustische Energie, die über die Flüssigkeiten des Innenohr und das Mittelohr in den Gehörgang gelangt und dort als OAE messbar ist. OAE sind nur bei Ohren, die keinen großen Hörverlust zeigen, nachweisbar. Bei Schädigung oder Ausfall der Haarzellen bleiben die OAE aus. Die Aktivität der Haarzellen wird durch absteigende (efferente) Nervenverbindungen vom Gehirn beeinflusst.

Schnitt durch die Hörschnecke: Aufbau des Corti-Organs

## Typen der OAE
Es werden zwei verschiedene Haupt-Typen von OAE unterschieden:
- spontane OAE
- evozierte (durch akustische Reize hervorgerufene) OAE

Spontane OAE (SOAE) sind vom Gehör ohne äußere Stimulation kontinuierlich ausgesendete schmalbandige (tonale) akustische Signale, die im äußeren Gehörgang mit einer Mikrophon-Sonde messbar sind. Bei ca. 35–50 % aller Personen kann mindestens eine SOAE nachgewiesen werden. Die Frequenzen liegen meist zwischen 500 und 4500 Hz und sind sehr stabil, die Pegel schwanken aber deutlich zwischen −30 und +10 dB SPL.
Typisch für SOAE ist, dass sie von benachbarten externen Tönen beeinflusst werden. Sie verhalten sich dabei wie Van-der-Pol-Oszillatoren, wenn diese von externen Kräften beeinflusst werden.
SOAE werden von den betroffenen Personen selbst meist nicht gehört. Ein Anteil von ca. 1–9 % jedoch hört eine SOAE als störenden Tinnitus.
Ihr Entstehungsmechanismus ist ungeklärt. Sie sind durch ohrschädliche Noxen oder Lärmbelastungen vermindert. Sie haben keine wesentliche klinische Bedeutung.
Evozierte OAE (EOAE) entstehen während oder kurz nach einer akustischen Stimulation des Ohres. Je nach Form des akustischen Stimulus werden unterschiedliche Sub-Typen der evozierten OAE unterschieden:
1. Transitorisch evozierte otoakustische Emissionen (TEOAE) werden nach einem kurzen akustischen Stimulus (click oder tone burst) nachweisbar. Als die „klassischen“ OAE werden sie auch als Kemp-Echos bezeichnet. Klinisch am häufigsten verwendet.
2. Stimulusfrequenzemissionen (SFOAE) werden durch einen Sinuston als kontinuierliche OAE evoziert. Klinisch ohne wesentliche Bedeutung.
3. Distorsivproduzierte otoakustische Emissionen (DPOAE) werden durch zwei simultane Sinustöne (f1 und f2) erzeugt. Im nichtlinearen System der Cochlea kommt es zu Verzerrungen (englisch distortion), die als Amplitudenerhöhung im Messspektrum auffallen. Die Frequenz und Amplituden der Verzerrungsprodukte hängen von den Verhältnissen der Stimulationsfrequenzen und -amplituden ab, die mathematisch beschrieben werden können. Beim Menschen hat sich ein Verhältnis von {\displaystyle f_{dp}=2*f_{1}-f_{2}} als besonders aussagekräftig erwiesen. Klinisch wegen der Möglichkeit der Frequenzspezifität ebenfalls sehr bedeutsam.

## Messung der OAE
Da die Pegel der OAE sehr gering sind, müssen sehr empfindliche Messmikrofone verwendet werden. Diese werden zusammen mit einem Schallwandler, der die Stimuli erzeugt, in einer Gehörgangssonde untergebracht. Diese Sonde wird zur akustischen Dämpfung der Umgebungsgeräusche mit einem elastischen Material gegen die Gehörgangswand abgedichtet. Zur Präzisierung des Ergebnisses und zum Vermindern von Störgeräuscheinflüssen werden die Stimulus-Mess-Phasen mehrfach wiederholt und die Ergebnisse einem mathematischen Mittelungsverfahren unterworfen. Nach einer Fourier-Analyse können Frequenz-Pegeldiagramme angezeigt werden.
Die Messung der OAE ist nur bei annähernd normalen Mittelohrverhältnissen möglich.

## Klinischer Einsatz
Die Messung der OAE schließt eine Lücke der sogenannten objektiven Hördiagnostik (ohne Aktivität des Probanden) zwischen der Mittelohrdiagnostik mittels Tympanogramm und der Hörnervendiagnostik mittels BERA. Mit den OAE kann gezielt die Funktion der Cochlea geprüft werden. Die TEOAE werden wegen ihres Nachweises bis zu einem Hörverlust von <35 dB(HL) gerne als Screeningtest, z. B. beim Neugeborenenhörscreening eingesetzt, sind jedoch wegen des breitbasigen Stimulus kaum frequenzspezifisch. Auch als Topodiagnostik zur Abschätzung des Schädigungsortes bei Schwerhörigkeit werden sie eingesetzt. Die DPOAE werden oft als „unabhängiger Hörtest“ ausgegeben, weil sie frequenzspezifisch die Cochlea abtasten können, jedoch ist der Cut-off des Versagens nicht so scharf abgegrenzt wie bei den TEOAE. So sind DPOAE bei Hörverlusten bis zu 50 dB(HL) noch nachweisbar. Durch ein pegelabhängiges Sättigungsverhalten der OAE kann jedoch durch Messung der Wachstumsfunktion der Hörverlust extrapoliert werden.